# Semiothisa pinistrobata
Semiothisa pinistrobata är en fjärilsart som beskrevs av Ferguson 1972. Semiothisa pinistrobata ingår i släktet Semiothisa och familjen mätare. Inga underarter finns listade i Catalogue of Life.